# 塩化ベンザル
塩化ベンザル(Benzal chloride)は、C6H5CHCl2の化学式を持つ有機化合物である。この無色の液体は催涙剤であり、有機合成の構造ブロックとしても用いられる。

## 製造と利用
塩化ベンザルは、始めに塩化ベンジル、次にベンゾトリクロリドでトルエンをフリーラジカル塩素化することによって製造される。
C6H5CH3  +  Cl2   →  C6H5CH2Cl +  HCl
C6H5CH2Cl  +  Cl2   →  C6H5CHCl2  +  HCl
C6H5CHCl2  +  Cl2   →  C6H5CCl3  +  HCl
ハロゲン化ベンジルは、通常強いアルキル化剤であり、そのため塩化ベンザルは有害物質として扱われる。
塩化ベンザルをナトリウムで処理すると、スチルベンが得られる。
塩化ベンザルの工業的な用途は、ほぼベンズアルデヒドの前駆体である。この変換には、塩基性下の加水分解が含まれる。
C6H5CHCl2  +  H2O   →   C6H5CHO  +  2 HCl